# Appleseed
Appleseed (アップルシード?, Appurushīdo) è un manga di genere cyberpunk realizzato da Masamune Shirow. In Italia venne pubblicato inizialmente dalla Granata Press, all'interno della rivista-contenitore Zero, mai completato. In seguito Star Comics pubblicò Appleseed in quattro volumi di piccolo formato. Ripubblicato da d/visual, con un riadattamento corretto rispetto alle precedenti versioni italiane.
Dal manga è stato tratto un intero franchise costituito da un OAV, film in CGI, due videogiochi ed una serie televisiva anime di 13 episodi.

## Trama
Appleseed si svolge nel XXII secolo, dopo la terza guerra mondiale non-nucleare, che ha decimato la razza umana. Mentre gli stati come Gran Bretagna, Francia e Cina hanno difficoltà a mantenere l'ordine pubblico e il potere, le organizzazioni internazionali come la Sacra Repubblica di Mumma e la Poseidon hanno stabilito utopie proprie. Si sono così formate delle città modello all'interno delle quali i pochi umani rimasti convivono con i cosiddetti Bioroid, persone create artificialmente nel tentativo di creare una società priva di violenza e quindi del tutto pacifica.
I personaggi principali della storia sono Knute Deunan (デュナン・ナッツ?, Dyunan Nattsu) e Briareos Ecatonchiri (ブリアレオス・ヘカトンケイレス?, Buriareosu Hekatonkeiresu), i membri dell'ex polizia SWAT di Los Angeles. Questi si troveranno nelle rovine della città quando verranno contattati e invitati a prendere parte alla prestigiosa ESWAT (Extra Special Weapons And Tactics), corpo di polizia speciale della città di Olympus, lo stato più potente del nuovo mondo. La serie segue le avventure di Deunan e Briareos mentre proteggono la loro nuova casa dai nemici, sia esterni che interni alla suddetta nazione.
Come molte delle opere di Shirow, anche Appleseed non ha avuto una conclusione perché abbandonato dall'autore, uno degli ultimi eventi significativi della storia è l'effettivo inizio come vita di coppia per Deunan e Briareos.

## Media

### Manga
L'uscita italiana si riferisce alla prima edizione completa Star Comics.
| Nº | Giapponese 「Kanji」 - Rōmaji                        | Data di prima pubblicazione         | Data di prima pubblicazione |
| Nº | Giapponese 「Kanji」 - Rōmaji                        | Giapponese                          | Italiano                    |
| 1  | 「プロメテウスの挑戦」 - Purometeusu no chōsen       | 15 febbraio 1985 ISBN 4-915333-19-1 | maggio 1995                 |
| 2  | 「プロメテウスの解放」 - Purometeusu no kaihō        | novembre 1985 ISBN 4-915333-23-X    | settembre 1995              |
| 3  | 「プロメテウスの小天秤」 - Purometeusu no ko tenbin  | luglio 1987 ISBN 4-915333-33-7      | ottobre 1995                |
| 4  | 「プロメテウスの大天秤」 - Purometeusu no dai tenbin | aprile 1989 ISBN 4-915333-57-4      | novembre 1995               |

Appleseed Databook (アップルシードデータブック?, Appurushīdo dētabukku) è un volume d'approfondimento sulla serie pubblicato nel maggio 1990.
Complete collection of appleseed in Comic Gaia (unfinished) (コミックガイア版　アップルシード総集編　（士郎正宗ハイパーノーツ）?), chiamato anche Appleseed Hypernotes e pubblicato in Giappone il 25 gennaio 1996, contiene i capitoli pubblicati sulla rivista Comic Gaia prima dell'interruzione della serie, accompagnati da una serie di approfondimenti su altri lavori dello stesso autore.

### OAV
Dal manga è stato tratto nel 1988 un OAV prodotto da Bandai Visual e diretto da Kazuyoshi Katayama. In Italia è stato pubblicato per il mercato home video da Yamato Video su DVD.

### Film
Dal 2004 al 2014 è stata realizzata una trilogia di film cinematografici in CGI basata sulla serie:
- Appleseed (2004), diretto da Shinji Aramaki;
- Appleseed Ex Machina (2007), diretto da Shinji Aramaki;
- Appleseed Alpha (2014), diretto da Shinji Aramaki.

### Serie televisiva anime
Nel 2011 è stata prodotta una serie anime dal titolo Appleseed XIII, una rivisitazione del manga costituita da 13 episodi. In seguito in Giappone è uscito il film Appleseed XIII ~Yuigon~, versione cinematografica della prima parte della serie.

### Videogiochi

Schermata del videogioco Appleseed

Appleseed (アップルシード?) è un videogioco sviluppato e pubblicato dalla Visit per Super Nintendo il 26 agosto 1994. La colonna sonora del gioco è composta da Kenji Yamazaki. Appleseed EX (アップルシード EX?) è un videogioco sviluppato dalla DreamFactory e distribuito dalla SEGA per PlayStation 2 il 15 febbraio 2007.